# Holubinka nazelenalá
Holubinka nazelenalá (Russula virescens (Schaeff) Fr.) je jedlá houba z čeledi holubinkovitých z rodu holubinka.

## Popis
Klobouk holubinky měří v průměru 5–15 cm. Je polokulovitý, uprostřed prohnutý, těsně přiléhající ke třeni. Barva klobouku je světle až šedavě zelená, někdy až šedavá, okrová či měděná. Typickým znakem houby je políčkově rozpraskaný klobouk, který z holubinky nazelenalé činí jednu z nejsnáze rozpoznatelných druhů holubinek.
Lupeny houby jsou z počátku bílé, s přibývajícím stářím houby získávají smetanovou barvu a řídnou. Třeň je masitý, válcovitého tvaru o délce 3–9 cm. Dužnina houby je bílá a tíhne k rezivění. Je tuhá, nepalčivé chuti.
Výtrusy jsou velké 8–10×7–8 µm, skoro kulovité, síťkované, bezbarvé. Barva výtrusného prachu je bílá.

## Výskyt
Vyskytuje se od června do září až října v lesích všeho druhu. Dává přednost prosvětleným místům, často roste pod vysokými listnatými stromy. Je poměrně hojná, roste i v obdobích sucha.

## Použití
Holubinka nazelenalá je jedlá a velmi chutná houba, v kuchyni najde všestranné využití. Albert Pilát o ní dokonce hovořil jako o „nejchutnější a nejmasitější“ z holubinek.